# Akio Jissōji
Akio Jissōji (実相寺 昭雄?, Jissōji Akio; Tokyo, 29 marzo 1937 – Tokyo, 29 novembre 2006) è stato un regista e sceneggiatore giapponese.

## Carriera
Ha lavorato per molti anni con la casa di produzione Nikkatsu, specializzata in Pinku eiga (film erotici giapponesi). Ha inoltre diretto numerosi episodi di popolari serie televisive della Tsuburaya Productions, tra le quali Ultraman e Ultra Q.
L'ultimo suo lavoro sul grande schermo è stato Rampo jigoku (2005) che annovera fra gli attori Tadanobu Asano.

## Filmografia
- Rampo jigoku (2005)
- Ubume no natsu (2005)
- D-Zaka no satsujin jiken (1998)
- A Watcher in the Attic (1994)
- Ultra Q: The Movie: hoshi no densetsu (1990)
- Ijmete kudasai Henrietta (1989)
- Teito monogatari (1988)
- Akutoku no sakae (1988)
- Jissōji Akio kantoku sakuhin Ultraman (1979)
- Utamaro: Yume to shiriseba (biografia cinematografica del disegnatore di stampe erotiche Kitagawa Utamaro) (1977)
- Asaki yumemishi (1974)
- Mandara (1971)
- Mujo (1970)